# Општина Петрештиј Де Жос (Клуж)
Петрештиј Де Жос (рум. Petreştii De Jos) општина је у Румунији у округу Клуж.
Oпштина се налази на надморској висини од 598 m.